# لوئی-میشل ون لو
لوئی-میشل ون لو (فرانسوی: Louis-Michel van Loo‎; ۲ مارس ۱۷۰۷ – ۲۰ مارس ۱۷۷۱) نقاش اهل فرانسه بود.
وی نقاشی را زیرنظر پدرش ژان-بتیست ون لو در رم و تورین آموخت و در سال ۱۷۲۵ جایزه آکادمی سلطنتی نقاشی و مجسمه‌سازی پاریس را دریافت کرد. ون لو به‌همراه عمویش، شارل-آندره ون لو از سال ۱۷۲۷ تا ۱۷۳۲ به رم رفت و در سال ۱۷۳۶ نقاش دربار فلیپه پنجم اسپانیا در مادرید شد، او یکی از مؤسسین آکادمی سلطنتی هنرهای زیبای سان فرناندو در سال ۱۷۵۲ بود.

## برخی از آثار

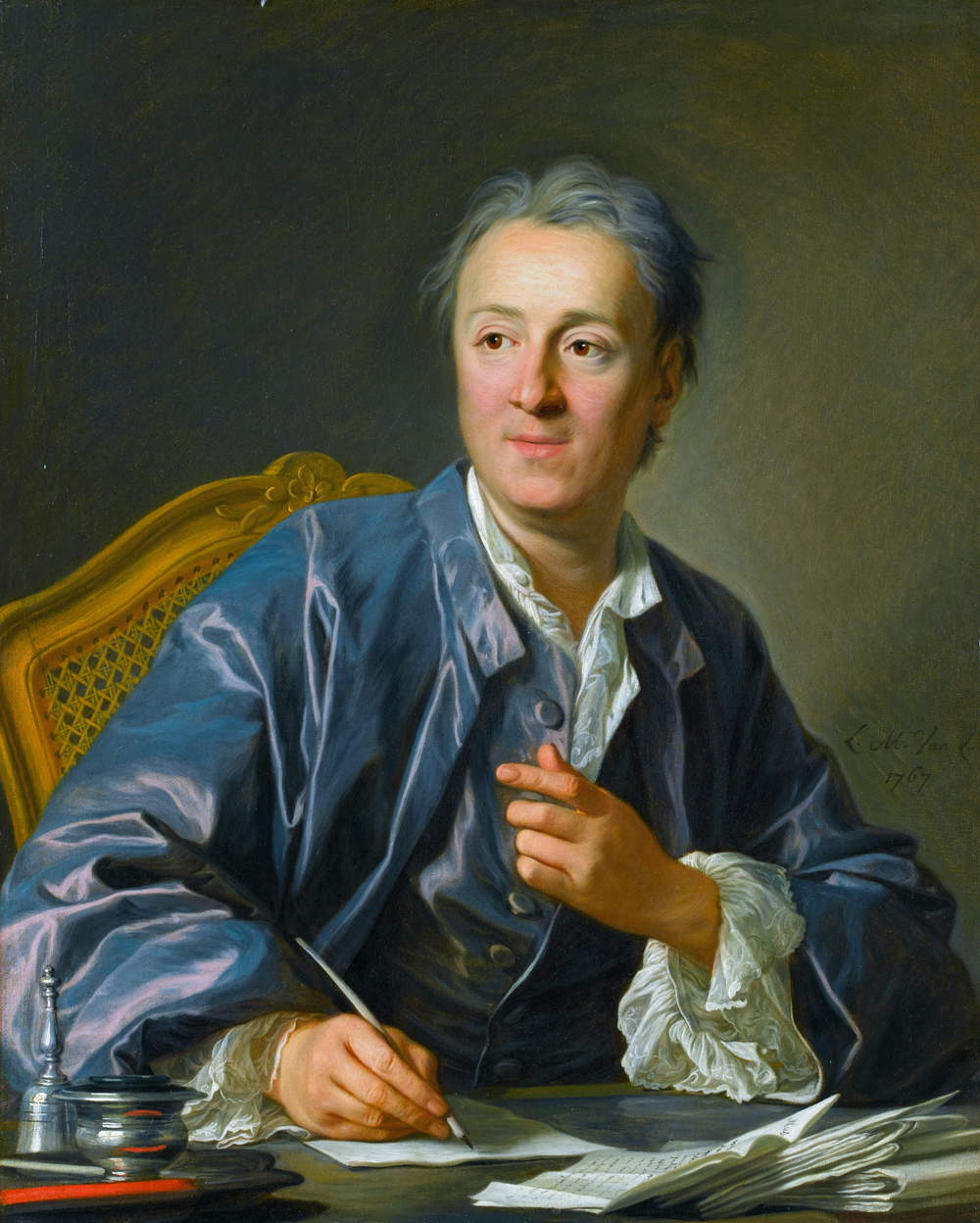
Portrait of دنی دیدرو, painted 1767
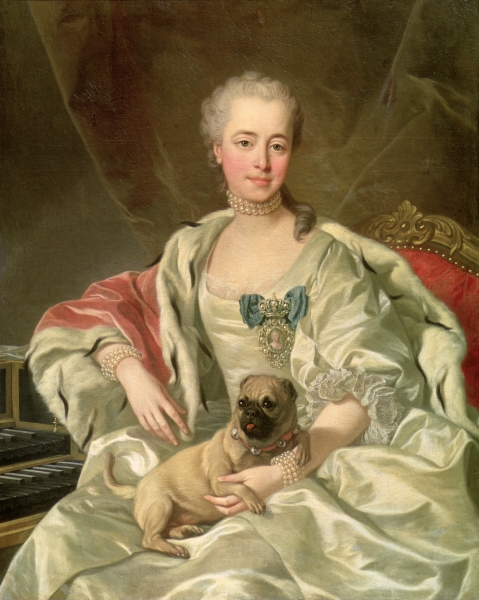
Princess Ekaterina Dmitrievna Golitsyna
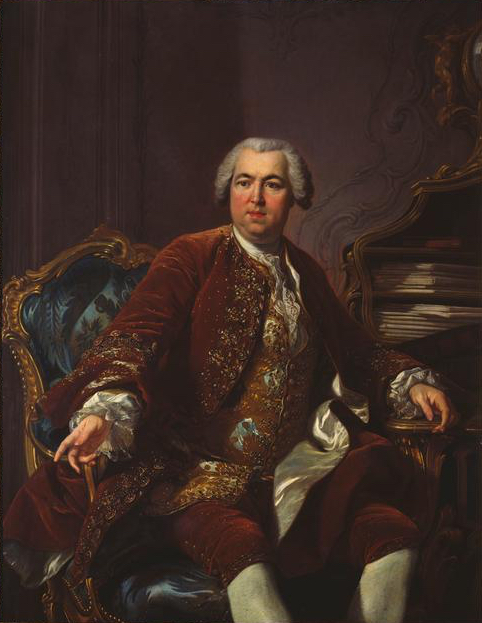
Nicolas Beaujon
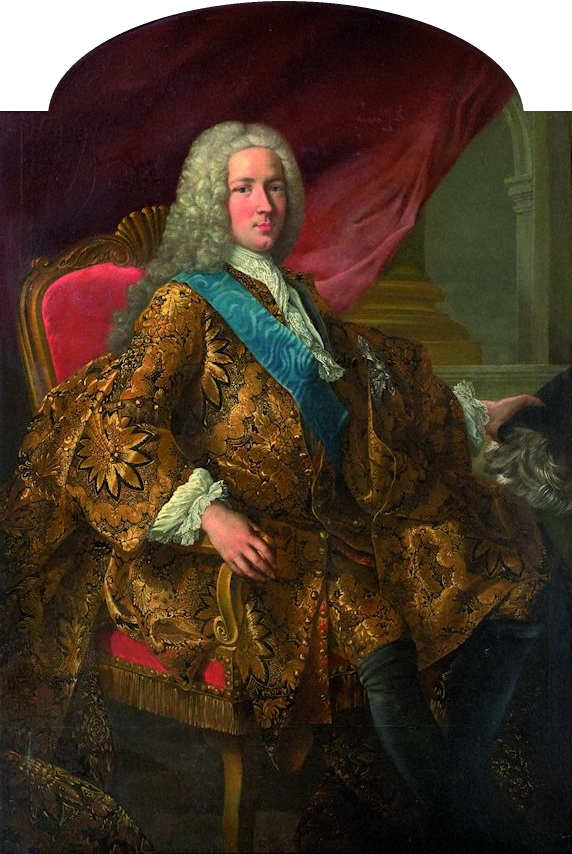
The Comte de Maurepas wearing the sash of the Order of the Holy Spirit, painted ca. 1732-35
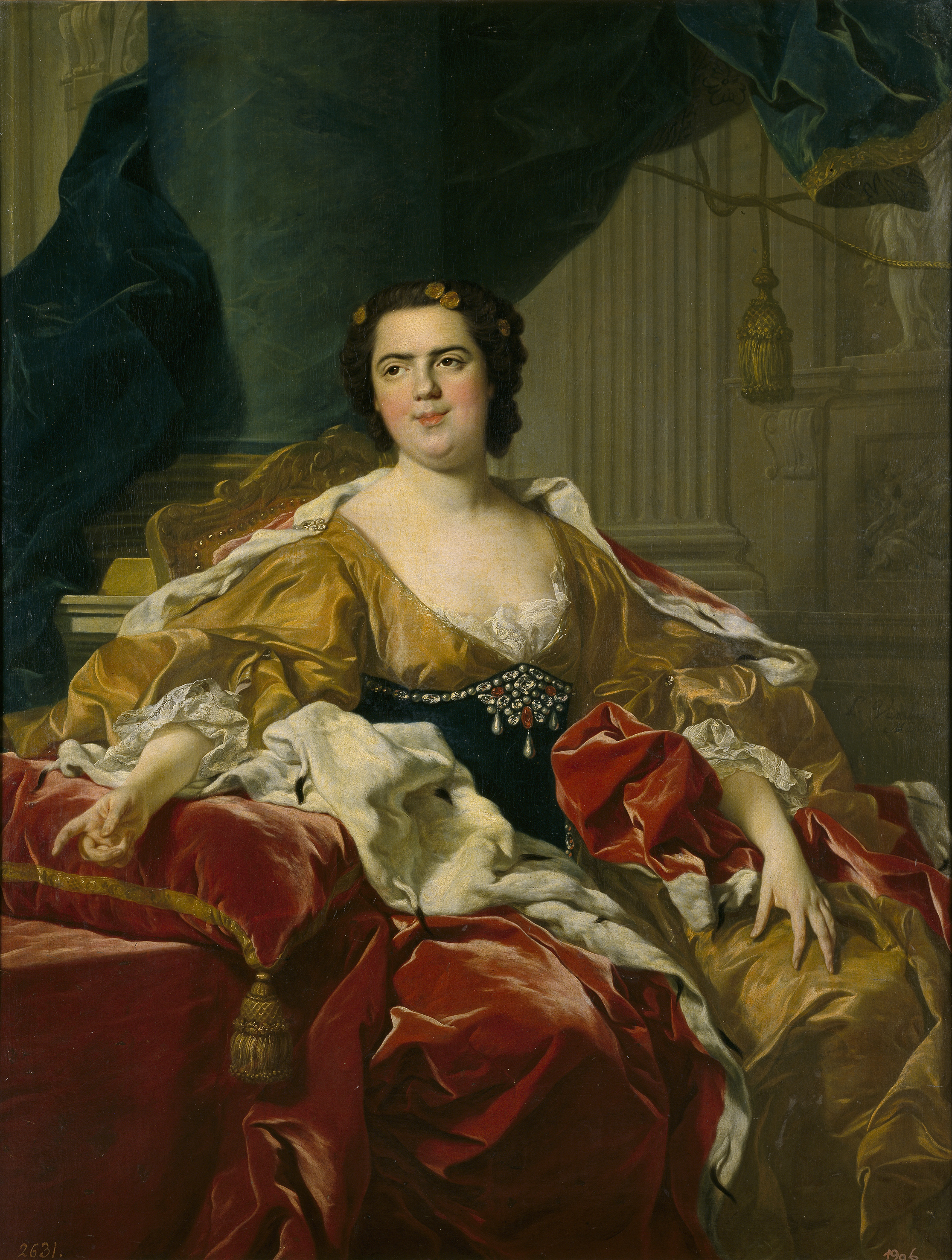
Louise Élisabeth of France,  wife of l'infant Philippe
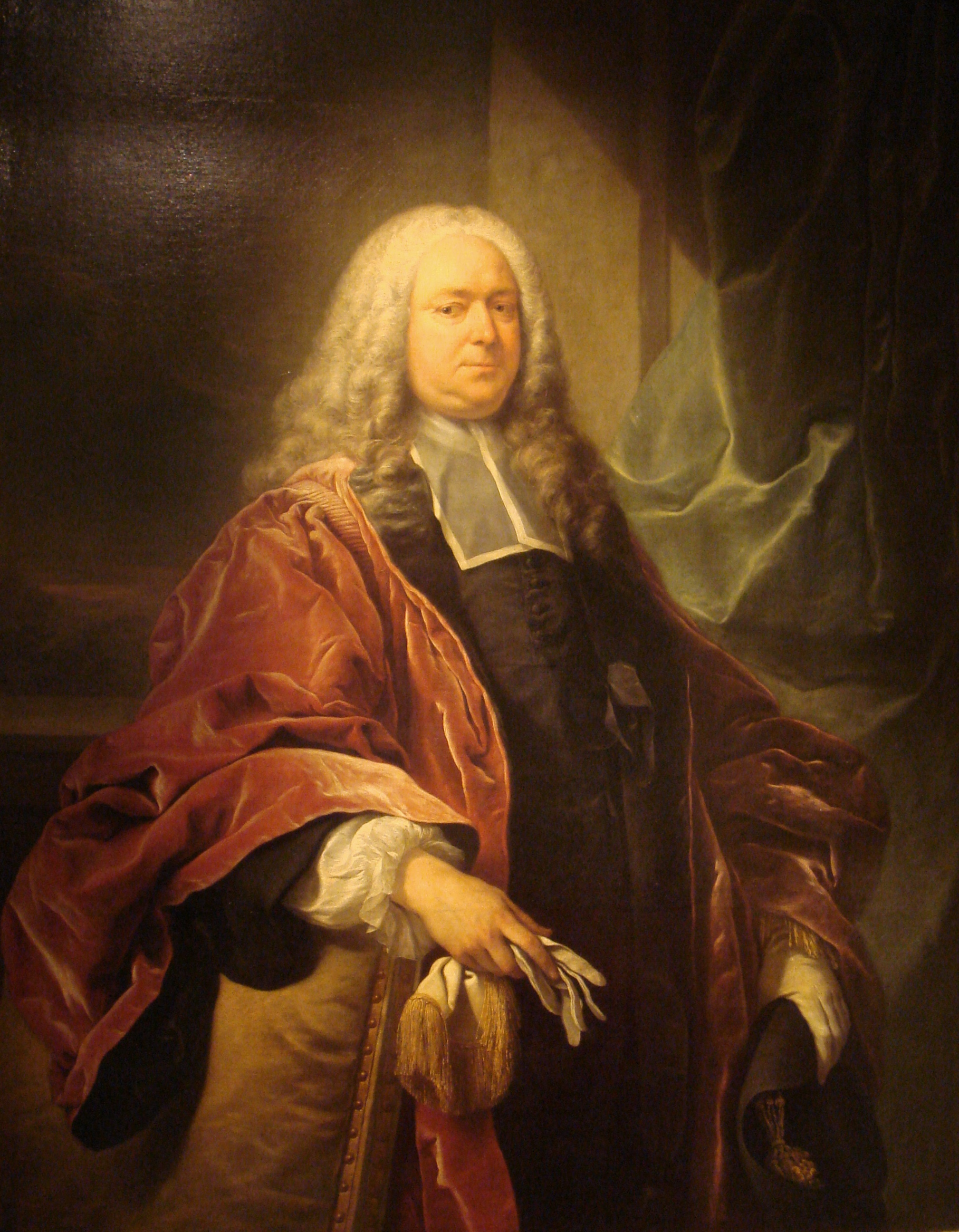
Michel-Etienne Turgot
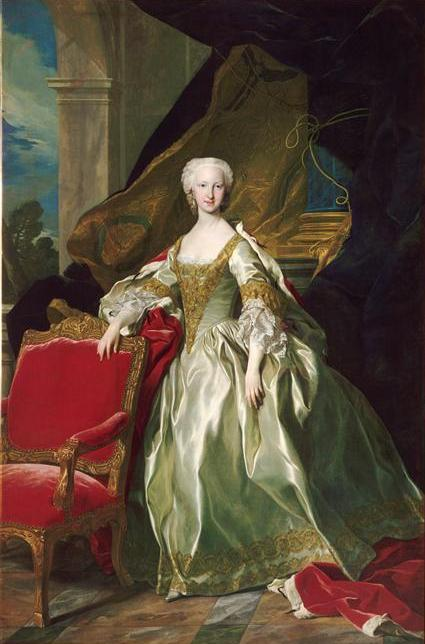
The Infanta Maria Teresa Rafaela of Spain, future Dauphine of France
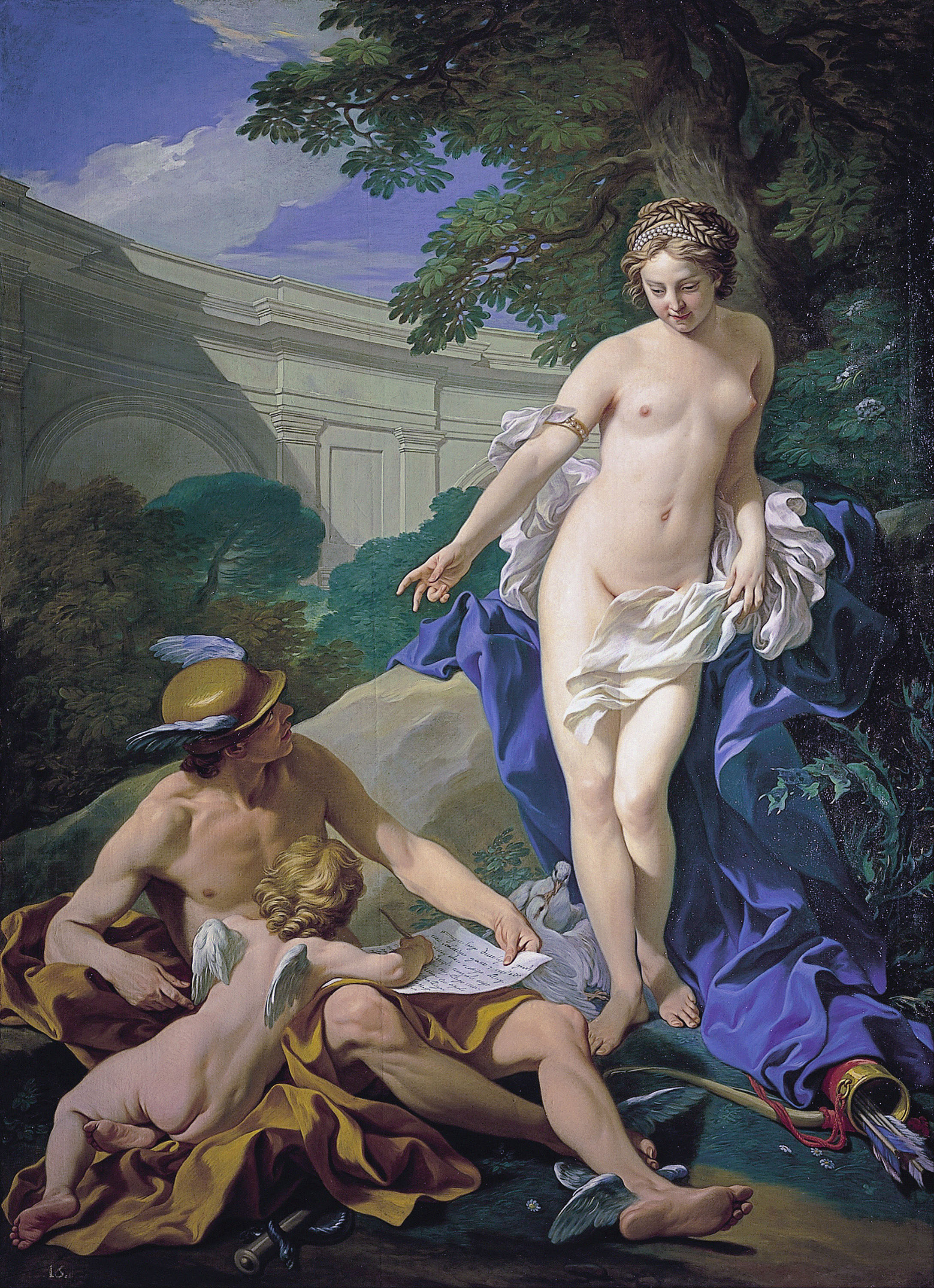
Venus, Mercury and Love, 1748.